# マット・コフラー
マット・コフラー（Matt Kofler 1959年8月30日-2008年12月19日）はワシントン州ロングビュー出身のアメリカンフットボール選手。NFLのバッファロー・ビルズ、インディアナポリス・コルツに所属した。ポジションはクォーターバック。

## 経歴
サンディエゴメサカレッジで1978年、1979年とプレーした後、1980年、サンディエゴ州立大学に転校した。4年次の1981年、その年就任したダグ・スコービルヘッドコーチの指導で成長し、コロラド州立大学との試合ではパス成功率67%で、その年の第1週のパス記録となる359ヤードを獲得、第2週のオクラホマ州立大学戦でもパス成功率64%で2連勝した。ニューメキシコ大学、アイオワ州立大学にも勝利し、4連勝したが、その後、オフェンスラインが相手ディフェンスラインに押されて思うようなプレーができず、ブリガムヤング大学、ハワイ大学、ユタ大学、ワイオミング大学に敗れ4勝4敗となった。UNLV、テキサス大学エルパソ校に勝利し、6勝4敗で日本で行われる空軍士官学校とのミラージュボウルに臨んだ。10試合が終わった時点では、NCAA1部校のパス部門で8位、トータルオフェンス部門では、1試合平均313.3ヤードを獲得し、ブリガムヤング大学のジム・マクマーンに次いで2位となった。ミラージュボウルでは前半30分のうち、20分58秒ボールをコントロールし、第2Qに2本のTDパスを成功させるなど、297ヤードを獲得し、16-0とリードしたが、後半は無得点に終わり、16-21で敗れ、敢闘賞に選ばれた。この年、オフェンスのプレー回数で594回と、16年ぶりにNCAA記録を更新、オールアメリカンに選ばれた
1982年のNFLドラフト2巡でAFC東地区のバッファロー・ビルズに指名された。ビルズでは1984年まで3シーズン、ジョー・ファーガソンの控えQBとして過ごした。1985年は当時同地区だったインディアナポリス・コルツに移りカンザスシティ・チーフス戦で先発出場したが、パス12回中わずか2回成功で12ヤードの獲得にとどまり、後半からはマイク・ペイゲルと交代させられた。
2006年からサンディエゴメサカレッジのヘッドコーチを務めていた。2008年、シーズン最後の6試合は健康を害して、チームを離れた。同年12月19日、カリフォルニア州エルカホンにて49歳で病死した。メサカレッジのアスレティックディレクターによれば、前年の夏にコフラーは体重を大きく減らしていたという。